# Alfabeto casciubo

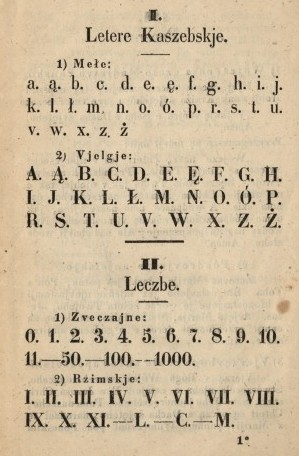
L'alfabeto casciubo (1850)

L'alfabeto casciubo (Kaszëbsczi alfabét/Kaszëbsczé abecadło) è l'alfabeto utilizzato per la scrittura della lingua casciuba, parlata da oltre 50.000 persone nel Voivodato della Pomerania sul Mar Baltico in Polonia e da un numero imprecisato di emigrati, principalmente in Canada. È stato creato nel 1879 da Florian Ceynowa basandosi sull'alfabeto latino modificando ed aggiungendo alcune lettere, mutuate dall'alfabeto polacco per esprimere alcuni suoni della lingua casciuba.
L'alfabeto è costituito complessivamente da 33 lettere:
A, Ą, Ã, B, C, D, E, É, Ë, F, G, H, I, J, K, L, Ł, M, N, Ń, O, Ò, Ó, Ô, P, R, S, T, U, Ù, W, Y, Z, Ż

## L'alfabeto
| Maiuscolo | Minuscolo | Nome casciubo                         | Pronuncia                                                                               |
| --------- | --------- | ------------------------------------- | --------------------------------------------------------------------------------------- |
| A         | a         |                                       | [ɐ]                                                                                     |
| Ą         | ą         | "A con codetta"                       | [ɔ̃]                                                                                     |
| Ã         | ã         | a z blewiązką "A con tilde"           | [ã] [ɛ̃] (contee di Puck e Wejherowo)                                                    |
| B         | b         |                                       | [b]                                                                                     |
| C         | c         |                                       | [ts]                                                                                    |
| D         | d         |                                       | [d]                                                                                     |
| E         | e         |                                       | [ɛ]                                                                                     |
| É         | é         | "E con accento acuto"                 | [e]) [ej] in alcuni dialetti [i]/[ɨ] (area tra Puck e Kartuzy)                          |
| Ë         | ë         | szwa "E con dieresi"                  | [ə]                                                                                     |
| F         | f         |                                       | [f]                                                                                     |
| G         | g         |                                       | [ɡ]                                                                                     |
| H         | h         |                                       | [x]                                                                                     |
| I         | i         |                                       | [ɪ-i]                                                                                   |
| J         | j         |                                       | [j]                                                                                     |
| K         | k         |                                       | [k]                                                                                     |
| L         | l         |                                       | [l]                                                                                     |
| Ł         | ł         | "Ł"                                   | [w]                                                                                     |
| M         | m         |                                       | [m]                                                                                     |
| N         | n         |                                       | [n]                                                                                     |
| Ń         | ń         | "N con accento acuto"                 | [ɲ]                                                                                     |
| O         | o         |                                       | [ɔ]                                                                                     |
| Ò         | ò         | labializacja "O con accento grave"    | [wɛ]                                                                                    |
| Ó         | ó         | "O con accento acuto"                 | [o] [u] (dialetti meridionali)                                                          |
| Ô         | ô         | o z dakã "O con accento circonflesso" | [ɞ] [ɛ] (dialetti occidentali) [ɔ] (contea di Wejherowo) [o]/[u] (dialetti meridionali) |
| P         | p         |                                       | [p]                                                                                     |
| R         | r         |                                       | [r]                                                                                     |
| S         | s         |                                       | [s]                                                                                     |
| T         | t         |                                       | [t]                                                                                     |
| U         | u         |                                       | [ʊ-u]                                                                                   |
| Ù         | ù         | "U con accento grave                  | [wu]                                                                                    |
| W         | w         |                                       | [v]                                                                                     |
| Y         | y         |                                       | [ɪ-i]                                                                                   |
| Z         | z         |                                       | [z]                                                                                     |
| Ż         | ż         | "Z con punto sopra"                   | [ʒ]                                                                                     |

### Combinazione di consonanti
| Maiuscolo | Minuscolo | Pronuncia |
| --------- | --------- | --------- |
| Ch        | ch        | [x]       |
| Cz        | cz        | [tʃ]      |
| Dz        | dz        | [dz]      |
| Dż        | dż        | [dʒ]      |
| Rz        | rz        | [ʒ]       |
| Sz        | sz        | [ʃ]       |